# Запрещено (фильм, 1949)
«Запрещено», или «Запрещённый» (англ. Forbidden), также известный как «Алые небеса» (англ.  Scarlet Heaven) — британский криминальный триллер режиссёра Джорджа Кинга, который вышел на экраны в 1949 году.
В этом фильме ветеран войны и дипломированный химик Джим Хардинг (Дугласс Монтгомери) вместе со своим боевым товарищем Дэном Коллинзом (Рональд Шайнер) открывает в Блэкпуле небольшое производство лосьонов для тела, которыми сам же торгует в городском парке развлечений. Там Джим знакомится с продавщицей сладостей Джейн Томпсон (Хейзел Корт), и вскоре они влюбляются друг в друга. Об этом узнаёт жена Джима, неудачливая актриса Диана Хардинг (Патриция Берк), которая отказывается давать мужу развод, так как его деньги обеспечивают ей комфортную жизнь. Джим решает отравить жену, подсыпая в одну из её капсул для похудения сильное концентрированное вещество, которое должно вызвать у неё сердечный приступ. Когда Диана умирает, Джим закапывает её тело под полом своей фабрики, однако некоторое время спустя полиция обнаруживает его. Когда после преследования Джима всё-таки ловят, и ему грозит смертная казнь, приходит сообщение от судмедэксперта, что Диана умерла собственной смертью. После этого полиция выдвигает обвинение лишь в незаконном захоронении, что грозит Джиму всего двумя месяцами тюрьмы.
Фильм не привлёк особого внимания критики, хотя и были отмечены его захватывающий сюжет и динамичная постановка.
Это последняя работа Кинга в качестве продюсера и режиссёра, а американский актёр Дугласс Монтгомери сыграл в этом фильме свою последнюю кинороль.

## Сюжет
Демобилизовавшийся после войны в ранге капитана Джим Хардинг (Дугласс Монтгомери) вместе со своим армейским товарищем, сержантом Дэном Коллинзом (Рональд Шайнер) возвращается в Блэкпул. Будучи квалифицированным химиком и нуждаясь в заработке, Джим при помощи Дэна открывает в одном из гаражей небольшую фабрику по производству разработанных им лосьонов для волос и тела. Затем он арендуют в городском парке развлечений киоск, где начинает торговать собственной продукцией. У Джима возникает конфликт с местным мелким преступником Джонни (Кеннет Гриффит), который попытался незаконно занять его место. Начинается драка, в ходе которой Джиму помогает одержать верх торгующая по соседству сладостями, молодая Джейн Томпсон (Хейзел Корт). Вскоре Джим и Джейн начинают встречаться и влюбляются друг в друга. Джим однако не решается сказать Джейн, что женат, хотя уже давно не любит свою эгоистичную и сварливую жену Диану (Патриция Берк), которая пытается стать актрисой на лондонской сцене. Ради этого она встречается с немолодым солидным Джерри Бёрнсом (Гарри Марш), у которого, по её мнению, есть хорошие связи в театральных кругах. Когда они вместе уезжают на несколько дней в Лондон, Джим переезжает к Джейн. По возвращении Диана узнаёт от Джонни, который сам рассчитывает приударить за Джейн, что у её мужа роман на стороне. Выяснив адрес Джейн, Диана приходит к ней, заявляя, что она жена Джима, и что у её мужа полно любовниц, а Джейн лишь одна из них. Затем Диана даёт ей деньги, чтобы та оставила её мужа, но Джейн категорически отказывается от её предложения. Затем Джейн встречается с Джимом, который утверждает, что попал в невыносимо несчастную семейную ситуацию с эгоистичной, расточительной, беспринципной женщиной. Чтобы не потерять Джейн, Джим решается на разговор с Дианой, прося у неё развод. Диана заявляет, что развод ей не нужен, так как её устраивает то, что Джим содержит её, и кроме того, статус замужней женщины позволяет чувствовать себя увереннее в обществе. Оказавшись в тупиковой ситуации, Джим видит единственный выход в том, чтобы убить Диану. Он находит её капсулы для похудения, и подсыпает в них значительно более сильнодействующий порошок, что приведёт к смерти от сердечного приступа. Так как известно, что Диана страдает от проблем с сердцем, наиболее логичным выводом будет, что это и привело к смерти. После этого Джим уезжает на фабрику и ждёт развития событий. В этот же вечер Диана встречается в ресторане с Джерри, собираясь отправиться с ним в Лондон на переговоры с продюсером по поводу нового шоу. Так как Джерри изрядно устал от Дианы и хочет избавиться от неё, он отправляет её домой за вещами, а сам тем временем уезжает. Когда Диана приезжает на вокзал, то видит, что поезд уже ушёл. Тем временем Джим в своём кабинете вспоминает о браке с Дианой и о том, как когда-то любил её. Мучимый угрызениями совести по поводу содеянного, он мчится домой, чтобы выбросить капсулы с ядом до того, как Диана успеет их принять. По приезде он видит, что Диана лежит на постели мёртвая. Он мог бы сказать, что Диана умерла в его отсутствие, но перед этим к нему заходил привратник, которому Джим ничего не сказал о смерти жены. Теперь он видит для себя единственный выход в том, чтобы надёжно спрятать тело, а позднее объявить жену пропавшей без вести. Он отвозит труп на фабрику и закапывает его под половицами. Вернувшись домой, Джим с ужасом обнаруживает, что смертельные таблетки, которые он приготовил, остались нетронутыми. Исчезновение Дианы при невыясненных обстоятельствах вызывает подозрения у полиции, которая находит подтверждения того, что она не уехала в Лондон, как заявляет Джим, а вернулась в свою квартиру, после чего её никто не видел. Джим пытается сбежать, но в уличной толпе его преследует полиция. Джим пытается скрыться на Блэкпульской башне, но его замечает Джонни, который забирается на верх вслед за ним. Между двумя мужчинами происходит решающая схватка, в ходе которой сначала Джим спасает готового упасть и разбиться Джонни, а затем то же самое делает Джонни. Когда они спускаются вниз, их встречает полиция. Джим понимает, что ему грозит смертная казнь, но в этот момент доставляют заключение судмедэксперта, согласно которому Диана умерла собственной смертью, после чего полиция выдвигает против Джима обвинение лишь в незаконном захоронении, что грозит ему двумя месяцами тюрьмы.

## В ролях
- Дугласс Монтгомери — Джим Хардинг
- Хэйзел Корт — Джейн Томпсон
- Патриция Бёрк — Диана Хардинг
- Гарри Марш — Джерри Бёрнс
- Рональд Шайнер — Дэн Коллинз
- Кеннет Гриффит — Джонни
- Элиот Мейкэм — Пап Томпсон
- Фредерик Лейстер — доктор Франклин
- Ричард Бёрд — Дженнингс
- Эндрю Крюйкшэнк — инспектор Бакстер

## Создатели фильма и исполнители главных ролей
Это последняя работа независимого британского режиссёра и продюсера Джорджа Кинга. Начиная с 1930 года, Кинг поставил 47 недорогих полнометражных фильмов, самым успешным среди которых был «Магазин на Слай-корнер» (1947).
Американский актёр Дугласс Монтгомери начал карьеру в Голливуде в 1930 году, сыграв, в частности, в таких фильмах, как «Мост Ватерлоо» (1931), «Маленькие женщины» (1933) и «Кот и канарейка» (1939). Во время Второй мировой войны Монтгомери служил в Королевских военно-воздушных силах Канады, после чего переехал в Великобританию, где снялся в трёх фильмах, включая «Путь к звёздам» (1945), «Женщина к женщине» (1947), и этот фильм, ставший для него последним. После этого Монтгомери вернулся в США, где играл на телевидении вплоть до 1957 года. В 1966 году он умер от рака в возрасте 58 лет.
Британская актриса Хейзел Корт начала кинокарьеру в 1944 году, сыграв в таких фильмах, как «Корень всего зла» (1947), «Дорогой убийца» (1947) и позднее — «Проклятие Франкенштейна» (1957). В начале 1960-х годов она переехала в США, где, в частности, сыграла в фильмах «Преждевременные похороны» (1962), «Ворон» (1963) и «Маска красной смерти» (1964).

## История создания фильма
Фильм снят компанией George King Productions и и выпущен в Великобритании компанией British Lion Film Corporation.
Действие фильма происходит в Блэкпуле, хотя он почти полностью снят в студии Riverside Studios в Хаммерсмите, Лондон.
Как пишет историк кино Дерек Виннерт, большинство съёмок Блэкпула — это стандартные кадры города или кинематографические фоны, хотя финальная схватка действительно разворачивается на Блэкпульской башне. Создатели фильма в титрах выразили благодарность администрации Блэкпула и Блэкпульской башни за сотрудничество в проведении съёмок.
Фильм вышел в прокат в Великобритании 28 февраля 1949 года.

## Оценка фильма критикой
Современный кинокритик Дерек Виннерт назвал картину «быстрым, живым, доставляющем удовольствие, хорошим британским криминальным триллером с неожиданной развязкой», главную роль в котором «занимательно сыграл американский актёр Монтгомери».
Как отмечено в рецензии на сайте britmovie.co.uk, это «захватывающий мрачный триллер от независимого продюсера и режиссера Джорджа Кинга с множеством всесторонне проработанных персонажей».